# Hale Boggs
Thomas Hale Boggs, Sr., né le 15 février 1914 à Long Beach (Mississippi) et présumé mort le 16 octobre 1972 en Alaska, est un homme politique américain. Membre du Parti démocrate, il siège comme représentant de la Louisiane à la Chambre des représentants entre 1941 et 1943 puis entre 1947 et 1972.

## Biographie
Au début des années 1970, alors élu à la Chambre des représentants, il reçoit des pots-de-vin de la compagnie pétrolière Gulf Oil.

## Membre de la Commission Warren
Il fait partie des membres de la Commission Warren sur l'assassinat du président John Fitzgerald Kennedy mise en place par le président Lyndon B. Johnson sur le conseil du directeur historique du F.B.I depuis 1924, J. Edgar Hoover.
Il signe le rapport qui est remis au nouveau président et parait en septembre 1964 où Lee Harvey Oswald est considéré, d'après la version officielle comme le seul et unique tireur.

## Adversaire critique de la Commission
Dans les années 1970, il devient un adversaire déterminé de la thèse du tireur unique et donc de la culpabilité de Lee Harvey Oswald en considération des nombreuses zones d'ombre non levées et des pistes non explorées par la Commission Warren.
Hale Boogs critique également l'influence du F.B.I et de son directeur qui avait centralisé et filtrer les informations avant de les communiquer à la Commission Warren.
Selon le Los Angeles Star du 22 novembre 1973, avant sa mort, Hale Boggs a affirmé avoir des « révélations surprenantes » (« startling revelations ») sur l'assassinat, ainsi que sur le scandale du Watergate qui secouait alors la démocratie américaine.

## Disparition
En 1972, l'avion bimoteur dans lequel il voyageait disparaît au-dessus de l'Alaska. L'avion s'est probablement écrasé et n'a jamais été retrouvé. L'homme politique Nick Begich, présent dans l'appareil, est également présumé tué lors de l'accident.
Son épouse Lindy Boggs lui succède après sa disparition au poste de représentant de Louisiane.

### Articles annexes
- Liste des représentants de Louisiane